# Ајха ворм Валд
Ајха ворм Валд (њем. Aicha vorm Wald) општина је у њемачкој савезној држави Баварска. Једно је од 38 општинских средишта округа Пасау. Према процјени из 2010. у општини је живјело 2.460 становника. Посједује регионалну шифру (AGS) 9275111.

## Географија
Ајха ворм Валд се налази у савезној држави Баварска у округу Пасау. Општина се налази на надморској висини од 360 метара. Површина општине износи 20,3 km².

## Становништво
У самом мјесту је, према процјени из 2010. године, живјело 2.460 становника. Просјечна густина становништва износи 121 становника/km².

## Међународна сарадња
| Мјесто     | Држава   | Врста сарадње | Од    |
| ---------- | -------- | ------------- | ----- |
| Гросрамниг | Аустрија | партнерство   | 1979. |
| Извор      |          |               |       |